# Девица Марија (коктел)
Девица Марија (енгл. Virgin Mary) је популарни безалкохолни коктел. То је у ствари коктел Крвава Мери направљен без вотке. Основни састојак је сок од парадајза.